# The Guilty (film, 2018)
Cet article concerne le film danois original. Pour le remake américain, voir The Guilty (film, 2021).
Pour les articles homonymes, voir Guilty.
Pour plus de détails, voir Fiche technique et Distribution.
The Guilty (Den skyldige) est un thriller danois écrit et réalisé par Gustav Möller et sorti en 2018.

## Synopsis
Asger Holm, répartiteur d'appels d'urgence au 112, répond à un appel d'une femme qu'on est en train de kidnapper, mais la communication s'interrompt soudainement. Avec son seul téléphone, il tente de résoudre l'affaire. Il s’ensuivra une course contre la montre et Asger Holm finira par découvrir qu’il s’agit d’un crime plus grave qu’il ne l’avait pensé.

## Fiche technique
- Titre français : The Guilty
- Réalisation : Gustav Möller
- Scénario : Gustav Möller et Emil Nygaard Albertsen
- Photographie : Jasper Spanning (no)
- Montage : Carla Luffe Heintzelmann
- Musique : Carl Coleman et Caspar Hesselager
- Sociétés de production : Nordisk Film Production, Det Danske Filminstitut et New Danish Screen
- Sociétés de distribution : Nordisk Film Distribution  Danemark - Ascot Elite Entertainment Group  Suisse - Magnolia Pictures  États-Unis
- Pays d'origine :  Danemark
- Langue originale : danois
- Format : couleurs - DCP - 2.39 : 1 - Dolby Digital
- Genre : thriller
- Durée : 85 minutes
- Dates de sortie :
  - États-Unis : 21 janvier 2018 (Festival du film de Sundance, section World Cinema Dramatic[1])
  - Danemark : 14 juin 2018
  - France : 18 juillet 2018

## Distribution
- Jakob Cedergren (VF : Guillaume Lebon) : Asger Holm
- Jessica Dinnage (VF : Dorothée Pousséo) : Iben (voix)
- Johan Olsen (da) (VF : Mathieu Rivolier) : Michael Berg, le mari d'Iben (voix)
- Katinka Evers-Jahnsen (VF : Prune Bozo)  : Mathilde, la fille d'Iben et Michael (voix)
- Omar Shargawi (da) (VF : Loïc Houdré) : Rashid, le coéquipier  d'Asger (voix)
- Jeanette Lindbæk (da) : la responsable de la sécurité de la zone nord de Seeland (voix)
- Jakob Ulrik Lohmann (VF : Xavier Béjà)  : Bo (voix)
- Simon Bennebjerg : le drogué (voix)
- Laura Bro (da) : la journaliste (voix)
- Morten Suurballe : l'homme volé dans la rue Skælbækgade (voix)
- Guuled Abdi Youssef : l'homme à la discothèque (voix)
- Caroline Løppke : la femme ivre (voix)
- Peter Christoffersen : le policier dans la maison (voix)
- Nicolai Wendelboe : le policier dans la voiture (voix)
- Morten Thunbo (da) : l'opérateur d'alarme #1
- Maria Gersby : l'opérateur d'alarme #2
- Anders Brink Madsen (da) : l'opérateur d'alarme #3

## Sortie

### Accueil critique
Lors de sa sortie en France, le site Allociné recense une moyenne des critiques presse de 4,5/5.
Pour Jean-François Rauger du Monde, « Le premier long-métrage du réalisateur danois Gustav Möller tient du défi, d'un pari fait avec les spectateurs, celui d'un dispositif contraignant, a priori peu spectaculaire, qui maintiendra ceux-ci en haleine durant plus d'une heure vingt. [...] L’intérêt, à la fois ludique et pervers, du film de Gustav Möller réside, dès lors, dans la narration d’une action perçue uniquement grâce à la bande-son. Des voix lointaines, chuchotantes ou implorantes, décrivent les conséquences d'un fait divers à jamais invisible aux yeux d’un spectateur, réduit au statut d'auditeur, catégorie à laquelle appartient, de facto, le policier lui-même ».
Pour Marius Chapuis de Libération, « Gustav Möller n'invente rien (de Douze Hommes en colère à Buried, les huis-clos à concept sont légion) mais sa façon de créer de l'espace avec du son est délicieuse. [...] Plus qu’un gimmick, cette mise en scène par suppression du mouvement finit surtout par construire un joli polar de l'impuissance ».
Pour Corinne Renou-Nativel de La Croix, « Un impressionnant travail sur la bande sonore a été réalisé. Gustav Möller et son coscénariste ont eu l’excellente idée de choisir la pluie pour météo à ce film dont on ne voit pas les extérieurs. Le clapotis plus ou moins intense des gouttes et le bruit régulier des essuie-glaces apportent des images concrètes et puissantes du dehors. Tout concourt à harponner fermement le spectateur jusqu’à la dernière minute de ce thriller captivant mais aussi bouleversant ».
Pour Guillemette Odicino de Télérama, « Alfred Hitchcock rêvait d’un thriller dans une cabine téléphonique, ce Danois l'a fait ».

### Box-office
| Pays ou région | Box-office      | Date d'arrêt du box-office | Nombre de semaines |
| -------------- | --------------- | -------------------------- | ------------------ |
| Danemark       | 140 674 entrées | -                          | -                  |
| France         | 270 130 entrées | 30 octobre 2018            | 15                 |
| Total mondial  | 8 170 839 $     | -                          | -                  |

## Distinctions

### Récompenses
- Festival du film de Sundance 2018 : Prix du public de la section World Cinema Dramatic[10].
- Festival international du film de Rotterdam 2018 : Prix du public et prix du jury jeunes[11].
- Festival international du film policier de Beaune 2018 : Prix de la critique[12],[13].
- Festival international du film de Transylvanie 2018 : Prix du public[14].
- Festival international du film de Seattle 2018 : Prix du meilleur réalisateur[15].
- Festival international du film de Thessalonique 2018 : Prix d'interprétation masculine pour Jakob Cedergren[16].
- Festival du film de Turin 2018 : Prix du meilleur acteur pour Jakob Cedergren, prix du meilleur scénario et prix du public[17].

### Sélection
- Festival du film de Munich 2018 : en sélection

## Remake
- Antoine Fuqua réalise le remake américain du film, The Guilty, sorti en 2021.
- Un court-métrage belge flamand est sorti en 2018. Intitulé en français Une sœur. Le scénario est identique au scénario danois.